# ویگو دیبرن
ویگو دیبرن (دانمارکی: Viggo Dibbern; ۱۰ ژوئیهٔ ۱۹۰۰ – ۳۰ ژانویهٔ ۱۹۸۲) ژیمناست هنری اهل دانمارک بود.